# کیک توپی
کیک توپی (به انگلیسی: Cake balls)، کیک‌های کوچک توپ مانند هستند که با لعاب روی شیرینی یا شکلات پوشش داده شده‌اند. در این نوع کیک ابتدا خرده‌های کیک با لعاب روی شیرینی ترکیب شده و به شکل یک توپ شکل داده می‌شود و سپس در موادی مانند شکلات ذوب شده یا گونه دیگر لعاب روی شیرینی فرو برده می‌شود. کیک توپی در اصل از خرده پس مانده غذا یا کیک کهنه برای جلوگیری از اتلاف آنها ایجاد شد.